# Nicola Boselli
Nicola Boselli (Lodi, 12 luglio 1972) è un ex calciatore italiano, di ruolo difensore.

## Carriera
Difensore cresciuto nell'Atalanta, esordisce in prima squadra e in Serie A il 17 maggio 1992 nella sconfitta interna contro il Torino, disputando poi da titolare il campionato di Serie C1 1992-1993 in prestito al Leffe. Nella stagione successiva viene prestato al Ravenna, neopromosso in Serie B, ma già in novembre viene richiamato a Bergamo, con Tresoldi e Scapolo che compiono il percorso inverso. Nella prima stagione la squadra retrocede in Serie B, e Boselli colleziona altre due presenze nella massima serie; nelle annate successive con la maglia nerazzurra (3 di Serie A e una di Serie B) non trova continuità di impiego a causa di frequenti infortuni, tra cui uno al ginocchio che lo condiziona per due anni.
Nel 1998, dopo la retrocessione degli orobici e in scadenza di contratto, passa al Bologna, ma anche in maglia felsinea viene relegato ad un ruolo di rincalzo. Tuttavia fa il suo esordio nelle coppe europee: disputa 5 partite in coppa Intertoto e 7 in Coppa UEFA.
Nell'estate 2000 viene ceduto al Piacenza per un miliardo di lire. Con i biancorossi conquista una promozione dalla Serie B alla Serie A, rimanendo poi a Piacenza per le due successive stagioni di Serie A nelle quali vede progressivamente ridursi lo spazio in prima squadra a causa dei consueti problemi fisici.
Svincolatosi al termine della stagione 2002-2003, ha proseguito la carriera dal 2004 con il Fanfulla, squadra della sua città, disputando due stagioni di Serie D. Nel 2006, dopo aver iniziato la stagione ancora con i bianconeri lodigiani, si trasferisce al Brembio, in Eccellenza. Nell'estate del 2008, dopo un'ulteriore stagione al Fanfulla, passa al Sant'Angelo, squadra che milita nel campionato di Promozione.

## Palmarès

### Club

#### Competizioni regionali
- Eccellenza: 1

Fanfulla: 2004-2005

#### Competizioni internazionali
- Coppa Intertoto UEFA: 1

Bologna: 1998